# Passe déviée

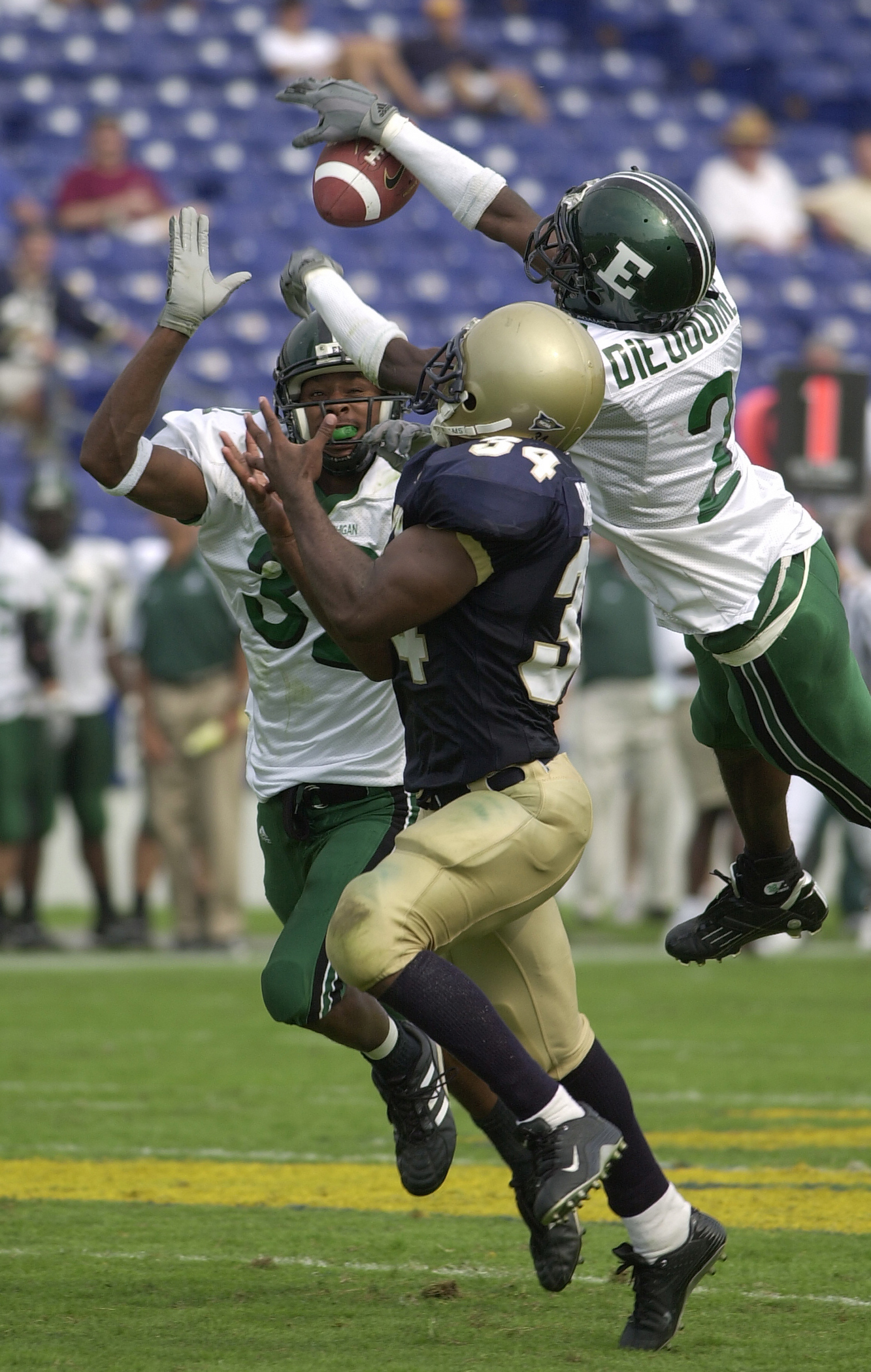
Deux défenseurs d'Eastern Michigan,Jerry Gaines (à gauche) et Yves Dieudonne (no 2 à droite), empêchant la réception du ballon par l'attaquant de la Navy, Eric Roberts.

En football américain et en football canadien, une passe déviée (également dénommée une déviation de passe, une passe défendue, un renversement de passe ou une rupture de passe - en anglais pass deflected, a pass deflection, a pass defended, a pass defensed, a pass knockdown), est une passe incomplète à cause d'une intervention d'un joueur défensif. Ce joueur le fait généralement en déviant, frappant ou en bloquant le ballon avec une main ou une partie de son bras ou en le tapant vers le sol, sans que ce défenseur n'intercepte le ballon.
Ainsi, un jouer chargé de défendre contre un receveur dispose de nombreuses méthodes pour empêcher une réception. Si le ballon est lancé vers son receveur, le défenseur peut essayer de frapper la balle ou d'en modifier le parcours pour empêcher la réception. Chaque fois qu'un défenseur réussit à dévier une passe, il enregistre une passe défendue (PD en abrégé dans les tableaux) laquelle est comptabilisée au fil des semaines, mois et saisons.
Ces passes défendues constituent en fin de saison une statistique utilisée par les équipes pour évaluer l'efficacité de leurs arrières défensifs dans la prévention des réceptions. Il existe de nombreuses règles dans la NFL qui favorisent le receveur. Par conséquent, un défenseur doit veiller à ne pas interférer avec le jeu tout en essayant de défendre le joueur (Interférence de passe). Si une pénalité est appelée sur le défenseur, il n'y a pas de passe déviée ou défendue. Si le défenseur réussit à dévier la passe, il peut créer une occasion pour une interception. Si le ballon est intercepté par le défenseur ayant dévié le ballon, on parle alors d'une interception dans son chef et non plus d'une passe défendue. Si le ballon est réceptionné par un de ses équipiers, il est crédité d'une passe déviée et son coéquipier d'une interception. 